# Carmo da Cachoeira
Carmo da Cachoeira is een gemeente in de Braziliaanse deelstaat Minas Gerais. De gemeente telt 12.061 inwoners (schatting 2009).

## Aangrenzende gemeenten
De gemeente grenst aan Ingaí, Lavras, Luminárias, Nepomuceno, São Bento Abade, Três Corações, Três Pontas en Varginha.